# Olga Syahputra
Olga Syahputra, właśc. Yoga Syahputra  (ur. 8 lutego 1983 w Dżakarcie, zm. 27 marca 2015 w Singapurze) – indonezyjski aktor, komik i prezenter telewizyjny.

## Filmografia
- 2004: Tina Toon Dan Lenong Bocah the Movie
- 2008: Susahnya Jadi Perawan
- 2008: Mau Lagi?
- 2008: Basahhh...
- 2008: Cintaku Selamanya
- 2008: Mas Suka, Masukin Aja-Besar Kecil I'Ts Okay
- 2011: Pacar Hantu Perawan

Źródło:.

## Nagrody
- Panasonic Awards 2009: Presenter Musik Variety Show Terfavorit
- Panasonic Awards 2009: Pelawak Terfavorit (Ulubiony komik)
- Indonesia Kids Choice Awards 2009 : Pembawa Acara Favorit
- Panasonic Gobel Awards 2010: Presenter Musik Variety Show Terfavorit
- Panasonic Gobel Awards 2010: Pelawak Terfavorit (Ulubiony komik)
- Panasonic Gobel Awards 2010: Nominator Presenter Talk Show Terfavorit
- Indonesia Kids Choice Awards 2010: Nominator Pembawa Acara Favorit

Źródło:.